# Kornél Zempléni
Kornél Zempléni (Debrecen, 4 de setembre, 1922 – Budapest, 22 de juliol, 2013), va ser un pianista i professor hongarès, guanyador en dues ocasions del premi Liszt Ferenc i un artista meritori. Va ser el marit de la pianista Emmi Varasdy; la cantant d'òpera Mária Zempléni, el compositor László Zempléni i el trompa Tamás Zempléni son els seus fills.

## Carrera
Fill del doctor Kornél Zempléni, subnotador, i de Mária Csanak (1892–1969), professora de violí. Va estudiar amb Lajos Galánffy a l'Escola de Música de Debrecen, i més tard amb Emil Szabó, que li va ensenyar solfeo i composició. Es va graduar a l'Acadèmia de Música entre 1940 i 1946, i va ser alumne d'Ernő Dohnányi i Béla Böszörményi-Nagy. Va continuar els seus estudis de composició amb Albert Siklós, i després amb Rezső Kókai.
Va quedar segon al Concurs Liszt de 1943 , i a la tardor de 1943 Ernő Dohnányi el va admetre a la seva escola de mestres. Va actuar amb un èxit destacat al Concurs Bartók de 1948 i al Concurs VIT de 1949, i això no només va marcar l'inici de la seva carrera de concerts nacionals, sinó que també el va portar a rebre invitacions a països europeus que aleshores eren accessibles.
De 1947 a 1964 va ser professor de piano a l'Acadèmia Nacional de Música i a l'Escola Superior de Música Béla Bartók, i de 1964 a 1983 a l'Acadèmia de Música. De 1981 a 1983 va ser cap de departament, i de 1983 a 1989 va ser professor universitari. De 1984 a 1986 també va ensenyar a la Universitat de les Arts d'Osaka.
Per les seves dècades de treball artístic i docent en l'esperit de Leó Weiner, va ser guardonat amb el Premi Memorial Leó Weiner el 2008 com a professor emèrit de l'Acadèmia de Música.

## Premis, honors
- Premi Liszt Ferenc (1954, 1963)
- Premi d'Artista Merit hongarès (1976)
- Premi Bartók Béla–Pásztory Ditta (1997)
- Premi Weiner Leó Memorial (2008)